# Франц Рилінг
Францішек Рилінг (пол. Franciszek Ryling, 1 січня 1902, Львів — 9 травня 1986, Катовиці) — скрипаль, диригент, педагог і композитор.

## Біографія
Навчався в гімназії у Львові. Закінчив Консерваторію Львівського музичного товариства, де навчався у класі скрипки в Юзефа Цетнера, теорії музики і композиції — у Мечислава Солтиса. Під час служби у Війську польському належав до військового оркестру. У міжвоєнний період працював вчителем музики у закладі для незрячих. Репатрійований у 1945, оселився у Шльонську, де працював у Польському радіо в Катовицях. Закінчив кар'єру на радіо як керівник редакції музичних програм. Від 1952 року працював у Музичній академії в Катовицях (продекан від 1958 року). У той час проживав за адресою вул. Тишки, 15а.
Окрім педагогічної діяльності у Львові і Катовіцах, співпрацював зі співацьким рухом як диригент, композитор пісень для хору, опрацьовував народні мелодії. Брав участь у кількох сотнях концертів, радіопередачах, здобував на численних конкурсах відзнаки і чільні місця. Видав кільканадцять збірок пісень.